# Pterogenia hologaster
Pterogenia hologaster är en tvåvingeart som beskrevs av Friedrich Georg Hendel 1914. Pterogenia hologaster ingår i släktet Pterogenia och familjen bredmunsflugor.
Artens utbredningsområde är Taiwan. Inga underarter finns listade i Catalogue of Life.